# إمراغن (اوجو)
إمراغن هو دُوَّار يقع بجماعة تيزغت، إقليم طاطا، جهة سوس ماسة في المملكة المغربية. ينتمي الدوّار لمشيخة اوجو التي تضم 3 دواوير. يقدر عدد سكانه بـ 148 نسمة حسب الإحصاء الرسمي للسكان والسكنى لسنة 2004.

## روابط خارجية
- البوابة الوطنية للجماعات الترابية
- المندوبية السامية للتخطيط